# Eresus robustus
Eresus robustus is een spinnensoort uit de familie van de fluweelspinnen (Eresidae).
De wetenschappelijke naam van de soort werd in 1918 gepubliceerd door Pelegrin Franganillo-Balboa.